# ヒルトン・ヴァレンタイン
ヒルトン・スチュワート・パターソン・ヴァレンタイン（Hilton Stewart Paterson Valentine、1943年5月21日 - 2021年1月29日）は、イギリスのスキッフル奏者であり、ロックンロールのミュージシャンで、アニマルズのオリジナルギタリストであった。
1994年にロックの殿堂入りを果たし、2001年にはアニマルズの他のメンバーと共にハリウッドのロック・ウォーク・オブ・フェイムに名を連ねた。
1966年のアニマルズ解散後、ヴァレンタインは『オール・イン・ユア・ヘッド』（1969年）や『イッツ・フォーク・ン・スキッフル・メイト』（2004年）など、数枚のソロアルバムをプロデュースした。また、ニューイングランドをツアーし、アニマルズの再結成にも何度か参加した。

## 来歴
バレンタインはイギリス、ノーサンバーランド州ノース・シールズに生まれ、1950年代のスキッフル・ブームの影響を受けました。1956年、13歳の時に母親に初めてのギターを買ってもらい、『Teach Yourself a Thousand Chords』という本で独学でコードを覚えた。